# デンゼル・バレンタイン
デンゼル・ロバート・バレンタイン（Denzel Robert Valentine、1993年11月16日 - ）は、アメリカ合衆国・ミシガン州ランシング出身のバスケットボール選手。ポジションはスモールフォワード。

## 来歴
ミシガン州立大学時代からピュアシューターとして鳴らし、2016年のNBAドラフトでも「ドラフト上位で指名されるだろう」と注目された。毎年事に各賞を受賞し、4年時の2015-16シーズンは平均19.4得点7.5リバウンド7.8アシストを記録するなど、充実したシーズンを送り、Big-10の最優秀選手と1stチームに選出。更にAP通信最優秀選手やジュリアス・アービング賞も受賞するなど、最高の形で大学生活を締めくくり、2016年のNBAドラフトでは、14位でシカゴ・ブルズから指名された。2018年3月17日に行われたクリーブランド・キャバリアーズ戦でキャリア・ハイとなる34得点を記録、試合はキャブスに114-109で敗れた。2018-19シーズンは左足首の骨折でシーズン全休。以降低迷し、2020-21シーズン終了後に完全FAとなった。
2021年9月22日にクリーブランド・キャバリアーズと1年契約を結んだ。
2022年1月3日にラジョン・ロンドが絡んだ3チーム間のトレードでニューヨーク・ニックスに放出され、直後に解雇された。

### 国外でのキャリア(2023-)
2024年6月13日、バレー・サンズから拡張ドラフトで指名を受けたが、8月10日、LBAに所属するパラカネストロ・トリエステへの加入が発表された。トリエステでは25試合に出場し、30.6分の出場で、16.0得点、5.2リバウンド、4.0アシスト、3.4ターンオーバー、1.5スティール、スリーポイント成功率40.4パーセント、フリースロー成功率85.0パーセントという成績を残した。